# Korolkov
Korolkov je priimek več oseb:
- Pavel Mihailovič Korolkov, sovjetski general
- Vladimir Korolkov, ruski skladatelj
- Nikolaj Korolkov, ruski jahač
- Anatolij Korolkov, ruski kanuist